# Arivaca (Arizona)
Arivaca es un lugar designado por el censo ubicado en el condado de Pima en el estado estadounidense de Arizona. En el Censo de 2010 tenía una población de 695 habitantes y una densidad poblacional de 9,66 personas por km².

## Geografía
Arivaca se encuentra ubicado en las coordenadas 31°34′30″N 111°17′33″O / 31.57500, -111.29250. Según la Oficina del Censo de los Estados Unidos, Arivaca tiene una superficie total de 71.94 km², de la cual 71.94 km² corresponden a tierra firme y (0%) 0 km² es agua.

## Demografía
Según el censo de 2010, había 695 personas residiendo en Arivaca. La densidad de población era de 9,66 hab./km². De los 695 habitantes, Arivaca estaba compuesto por el 91.51% blancos, el 0.58% eran afroamericanos, el 1.29% eran amerindios, el 0.58% eran asiáticos, el 0.29% eran isleños del Pacífico, el 2.73% eran de otras razas y el 3.02% pertenecían a dos o más razas. Del total de la población el 17.55% eran hispanos o latinos de cualquier raza.